# Trichocerca simoneae
Trichocerca simoneae är en hjuldjursart som beskrevs av De Smet 1990. Trichocerca simoneae ingår i släktet Trichocerca och familjen Trichocercidae. Inga underarter finns listade i Catalogue of Life.